# Митар Лојовић
Митар Лојовић (Липник, Гацко 8. новембар 1923 – Београд, 24. септембар 1990) био је генерал-потпуковник ЈНА и учесник Народноослободилачке борбе.

## Биографија
Вишу војну академију ЈНА завршио је 1957. у Београду. Учествовао је у НОР-у од 15. септембра 1941. до 9. маја 1945, као борац, политички делегат и комесар батаљона. Активну службу у ЈНА започео је 1945, у чину капетана. Службовао је у гарнизонима Мостар, Бања Лука, Охрид, Кичево, Сарајево, Загреб, Тузла, Панчево и Београд. Службу је завршио на дужности вишег инспектора у Главној инспекцији народне одбране. У чин генерал-потпуковника унапријеђен је 22. децембра 1978. Пензионисан је 31. децембра 1981. Носилац је Споменице 1941. и више војних одликовања. Сахрањен је на Новом гробљу у Београду.